# Duinrus
De duinrus (Juncus anceps) is een eenzaadlobbige plant behorend tot de familie Juncaceae. Hij bloeit van juli tot augustus.

## Kenmerken
Het is een losse plant met een heldergroene kleur, met rechtopstaande en gladde stengels, meestal afgeplat, tot 50 cm hoog en vormt losse zoden. De scheuten zijn niet-bloeiend met overvloedig blad. Het heeft een vrij dikke en lange wortelstok. 
De bladeren zijn ruw met dwarsschotten.
De bloeiwijze is meestal sterk vertakt, rechtopstaand en in 3 tot 6 bloemig. De bloemen zijn tweeslachtig. De binnenste bloemdekbladen stomp, de buitenste hebben een onder de stompe top geplaatst spitsje.

## Verspreiding
De duinrus komt voor in West- en Zuid-Europa en Noordwest-Afrika. In Nederland komt hij zeldzaam voor. Hij komt name voor in het duingebied. Hij staat op de rode lijst en is niet bedreigd.